# ASF Asociace Fantasy
ASF Asociace Fantasy o.s. je české občanské sdružení zaměřené pro podporu českého larpového prostředí. Bylo založeno roku 2000 a sdružuje převážně mladé lidi se zájmem o larp, Living Fantasy a jiné související aktivity.

## Činnost
Činností sdružení ASF je zejména zprostředkování vzájemného kontaktu příznivců LARP her a podobných aktivit, umožňování výměny zkušeností a také pomoc nováčkům. Organizace se dále snaží o propagaci zájmu o tyto hry v široké veřejnosti a provozuje webových projektů jako Larp.cz, portál sdružující veškeré příznivce LARPů, dále kalendář dřeváren, registraci fantasáků, Arborii a dřevárnickou galerii.
Mimo tuto podpůrnou činnost ASF prodává a půjčuje historické a living fantasy stany, poskytuje kompletní zázemí pro historické hospody (vč. sociálních zařízení) na šermířské trhy a bitvy, nabízí ukázky a soutěže v šermu a rytířská divadelní vystoupení.

## Struktura ASF
Vedení ASF tvoří tzv. prezidenti a rada, k dubnu 2012 tohoto složení:
- Ing. Petr Braťka – Prezident
- Jaroslav Šilhavý – 1. viceprezident
- Miroslav Drozen – 2. viceprezident
- Lukáš Zvěřina – radní

Vnitřní rozhodování asociace probíhá v tzv. plénu.
ASF Asociace fantasy funguje jako otevřená zájmová organizace, sdružující hráče, organizátory a příznivce bez jakéhokoliv věkového omezení. V dubnu 2012 má přes 350 členů. Je členěna na kluby, které se mohou sdružovat v kmenech, a které působí v různých městech a místech ČR. V současnosti má ASF 11 klubů.

## Akce pořádané Asociací Fantasy
Zdroj
- 2012
  - Zlenice 2012
  - 9. Pražský fantasy ples

- 2011
  - Za krále proti králi XII – Bárské Války
  - Erien 2011 – Temná pravda
  - PASS Warfare 3
  - Azeroth 2011: Pomsta krále Lichů
  - HraFa
  - Trhlinové války VI
  - 8. Pražský fantasy ples[8]

- 2010
  - ZKARPK XI
  - 7. Pražský fantasy ples
  - Trhlinové války V
  - Azeroth 2010: Hněv krále lichů
  - Osídlení Erienu – stavba fantasy vesničky
  - Erien 2010: Nová země (Zlenice)
  - Řád 2010 – Černá citadela
  - Trója

- 2009
  - Trhlinové války IV. – Nový svět
  - 6. Pražský fantasy ples
  - Azeroth 09: Stíny Sluneční studny
  - Erien 2009 (Zlenice) – Ztracené město
  - Trója

- 2008
  - Za krále a proti králi X.
  - 5. Pražský fantasy ples
  - Trhlinové války III
  - Stillet Serpens IV. aneb hodování na Gutštejně
  - Azeroth 08
  - Zlenice 2008: Erien znovuzrození
  - Vlkov pod Bouřňákem
  - Cormalen – Erien
  - Trója

- 2007
  - Za krále a proti králi VIII
  - 4. Pražský fantasy ples
  - Stillet Serpens III: Pod křídly černého anděla
  - Belfast retro
  - Azeroth 07
  - Bitva ŘÁD 2007 – boje šlechticů
  - Zlenice 2007: Území smrti
  - Řád 2007 – Pramen lásky
  - Bitva o Helmův Žleb
  - Věk Hněvu V: Krvavá marka
  - Cormalen 07 Soudny den
  - Za krále a proti králi IX.
  - Zlenice/Cormalen afterpárty
  - Ivenia 07
  - Trhlinové války II.

- 2006
  - Za krále a proti králi VI.
  - 3. Pražský fantasy ples
  - Paranoia
  - Stillet Serpens: V zemi Kříže a Půlměsíce
  - Bitva o Azeroth 2006
  - Fantasy Čarodějnice
  - Soustředění Kompanie
  - ZLENICE 2006: Temnota nad korunou
  - Pochod Kompanie I.
  - Ležení Kompanie II.
  - Temné roky 2006 – Věž moci
  - Věk Hněvu IV: Šašek a Král
  - Cormalen 06
  - Ivenia 06: Tajemná věštba
  - Magnamund 2006 Perla jihu
  - Kongres ASF 2006

- 2005
  - Víkend pro začínající runnery
  - 2. Pražský fantasy Ples
  - Turnaj Bílé Věže IV.
  - Stillet Serpens
  - Larpcon
  - TLarp III – Santha Katharina
  - Čarodějnice
  - 10. narozeniny ŘRK
  - Megalarp II.
  - Magnamund VI. – Nekropolis
  - Zlenice 2005 – Artefakty moci
  - Let Relax
  - Western LARP II.
  - Echtrae Saol
  - LARP Tábor
  - Válečné ležení Kompanie
  - Bitva o království Siria
  - Erien I. – Procitnutí
  - Cormalen 2005
  - Ivenia 05: V moci stínu
  - Věk hněvu III. – Duncanův Ostrov
  - PASS VI.
  - Magnamund VII – Hrozba z východu
  - Krleš 2005: Záplava nenávisti
  - SOD II.
  - Kongres ASF 2005
  - Za krále a proti králi V.
  - Temné časy Wesnothu II.

- 2004
  - O titul Prvního rytíře Bile veze III
  - 1. Pražský fantasy ples
  - Larpcon
  - Velká Erienská zabíjačka
  - Magnamund V – Temno přichází
  - Odkaz z dávných věků
  - Zlenice 2004
  - Shadows of Prague
  - Temné roky 2004
  - Echtrae
  - Cormalen 2004
  - Věk hněvu II – Tajemství kostek
  - Velké Lišákovo hraní

- 2003
  - Jediná cesta 2003
  - Magnamund III – Kotel strachu
  - Zlenice 2003
  - Echtrae
  - Western LARP
  - Cormalen 2003
  - O titul Prvního rytíře Bile veze II
  - Krleš 2003
  - Magnamund IV – Zrození řádu
  - Věk hněvu – Píseň Vlků

- 2002
  - Shadowrun – Live III
  - Zlenice 2002
  - Cormalen 2002
  - Shadowrun – live IV
  - Magnamund II – Křížová výprava
  - O titul Prvního rytíře Bíle věže

- 2001
  - Klany I – Korporace
  - Magnamund I
  - Zlenice 2001 – Obrana království
  - Cormalen
  - Shadowrun – Live
  - Shadowrun Live "Deers revenge"

- 2000
  - Zlenice Milenium
  - Cormalen

## Další projekty
- - Fantasy vesnička Čisovice
  - Portál larp.cz